# Striatacanthocinus borneensis
Striatacanthocinus borneensis là một loài bọ cánh cứng trong họ Cerambycidae.